# Melanopareia
Melanopareia (česky štidlák) je jihoamerický rod křikavých ptáků, jediný zástupce čeledi Melanopareiidae.

## Popis
Štidlákové rodu Melanopareia představují malé až středně velké ptáky o velikosti 13–16 cm a hmotnosti 16–23 g. Zvláště nápadným znakem je tmavý pás na hrudi. Opeření je celkově kontrastní, v hnědých, černých či červenohnědých barvách. Neobjevuje se pohlavní dimorfismus. Vzhledem jsou tito ptáci podobní zástupcům čeledi štidlákovití, s nimiž sdílejí podsadité tělo, krátká a kulatá křídla a dlouhé končetiny s robustními prsty.
Jde o pozemní ptáky, kteří se zdržují v suchých křovinách, kde hledají potravu. Podrobné složení jídelníčku není známo.

## Výskyt
Štidlák olivovotemenný (Melanopareia maximiliani) a štidlák obojkový (Melanopareia torquata) obývají poměrně rozsáhlý areál rozšíření, táhnoucí se přes střední a jižní Brazílii, Bolívii, Paraguay a severní Argentinu. Zbylé tři druhy žijí na relativně malém území v Peru, Bolívii a Ekvádoru.

## Systematika
Rod Melanopareia byl dlouhodobě veden v rámci čeledi štidlákovití (Rhinocryptidae), k osamostatnění na samostatnou čeleď došlo roku 2010. Může jít o bazální skupinu v rámci kladu křikavých Furnariida (jenž zahrnuje mj. hrnčiříkovité, odb. Furnariidae, či mravenčíkovité, odb. Thamnophilidae).
Přehled druhů:
- druh Melanopareia bitorquata (d'Orbigny & Lafresnaye, 1837)
- druh Melanopareia elegans (Lesson, 1844) – štidlák úhledný
- druh Melanopareia maranonica Chapman, 1924 – štidlák maraňonský
- druh Melanopareia maximiliani (d'Orbigny, 1835) – štidlák olivovotemenný
- druh Melanopareia torquata (Wied-Neuwied, 1831) – štidlák obojkový